# Szolnoki csata
A második szolnoki csata az 1848–49-es forradalom és szabadságharc jelentős csatája volt. Az 1849. március 5-én Szolnok és Abony között vívott csatában Damjanich János seregei vereséget mértek az osztrák seregre.

## Előzmények
A Délvidék 1849. januári kiürítése után a bánsági és a bácskai magyar csapatok nagy részét a Közép-Tisza mellékére indították. Ezek, a Vécsey Károly vezérőrnagy vezette 6. és a Damjanich János vezérőrnagy vezette 8. hadosztály február végén Cibakháza és Törökszentmiklós között álltak fel. A magyar fővezér, Henryk Dembiński altábornagy tervében fontos szerep jutott a két hadosztálynak. Feladatuk az volt, hogy Szolnoknál megtámadják az ott található ellenséges hídfőt, s nagy erőkkel előnyomulva, magukra vonják az ellenséges fővezér, Windisch-Grätz figyelmét, mialatt a magyar fősereg az Eger–Gyöngyös–Hatvan–Budapest útvonalon a császáriak oldalába kerül. Ezt a tervet azonban a február 26–27-i Kápolnai csata meghiúsította. Ennek ellenére a támadást nem fújták le, így március 5-én megkezdődött a Szolnok elleni bekerítő hadművelet.

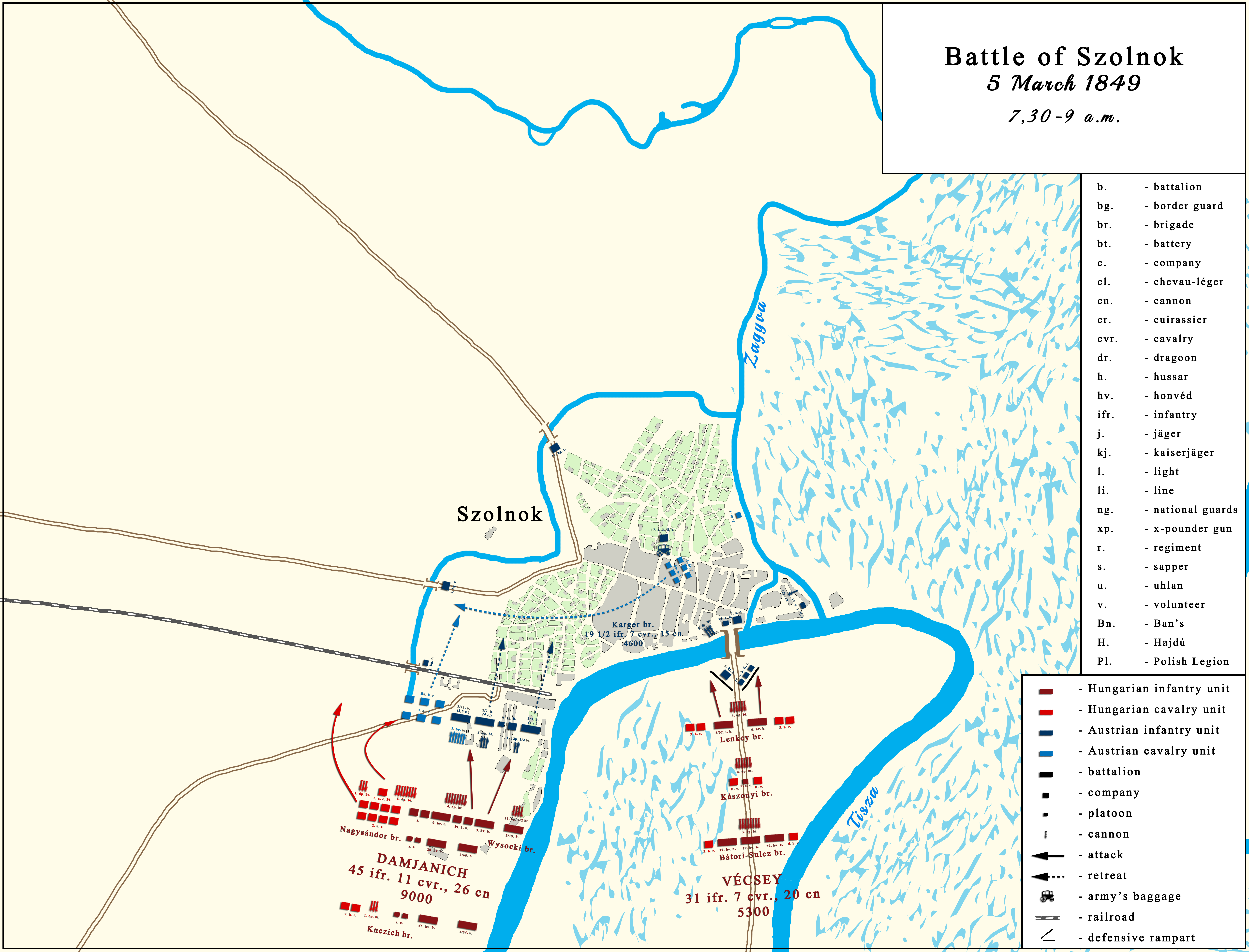
Damjanich János és Vécsey Károly összehangolt támadásának kezdete. A második szolnoki csata hadállása 7:30 és 9:00 óra között.

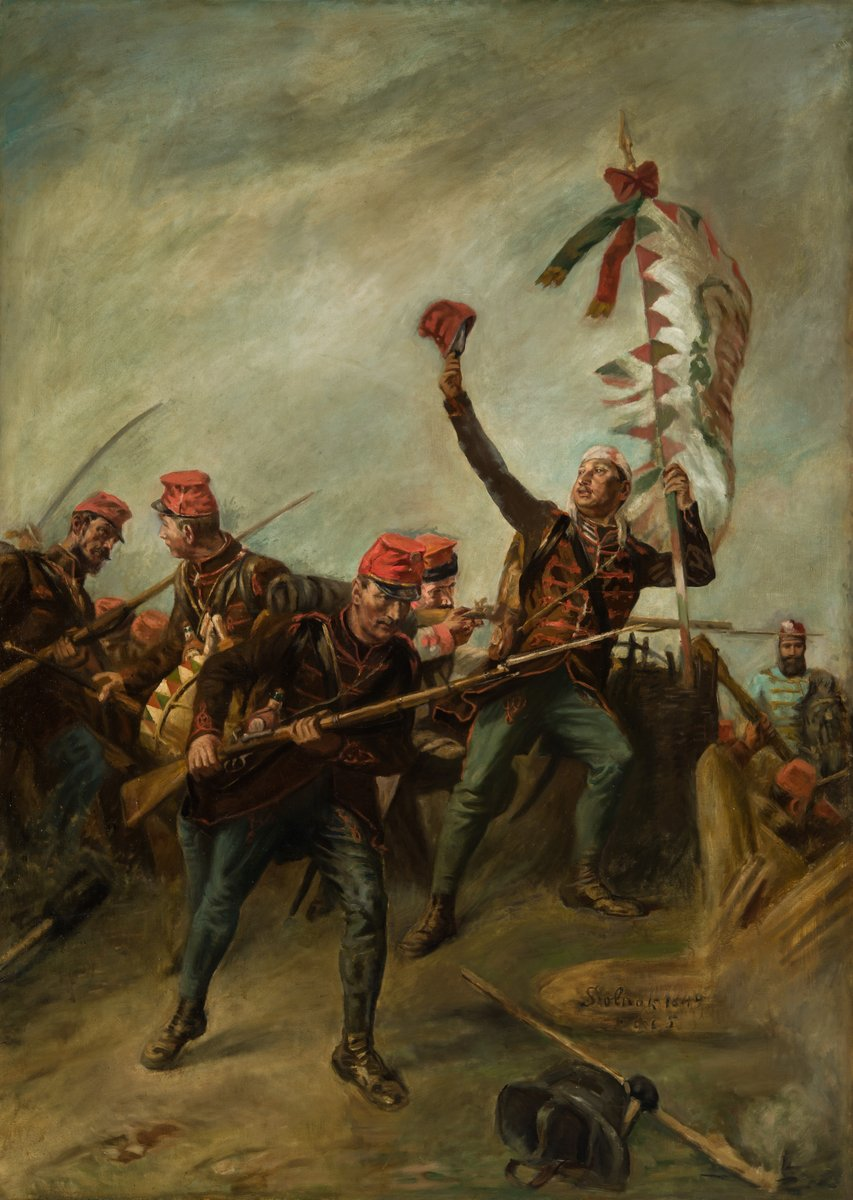
A kassai 9. (vörössipkás) honvédzászlóalj rohamoz a második szolnoki csatában. A háttérben Damjanich János.

## A csata lefolyása
A magyar had Damjanich János vezetésével a ködben ért Szolnok alá. Az abonyi osztrák hadtest még időben oda érhetett volna Szolnokra, ám várost védő katonák a köd miatt későn vették észre a magyar csapatokat. Vécsey támadása késett, s reggel 7 óra tájban a szolnoki templomtoronyban lévő ellenséges figyelő észlelte a magyarok közeledtét. Karger ezután riadóztatta csapatait, a vasúton egy mozdonnyal futárt küldött Abonyba Ottinger dandárjához, és segítséget kért tőle. Miután a hídfő felől nem tartott komoly támadástól, itt csak kisebb erőket hagyott, dandárának zömét Szolnoktól délre, a Tisza és a vasútvonal között állította fel. A cs. kir. csapatok fő támaszpontja a vasúti indóház volt, ez előtt állították fel egy hatfontos lovasüteget. Az üteg tüzet nyitott az előnyomuló 3. honvédzászlóaljra, mire a zászlóaljparancsnok „félre húzódj”-ot vezényelt. A magyar csapatok dobosa azonban részeg volt, így támadásra adott jelet. A magyar huszárok habozás nélkül nekirontottak az ágyúknak, mire azokat azonnal visszavonták állásaikból. Damjanich katonái bevonultak a városba. Ekkor érkezett meg Vécsey támadása, amely egy császári lovasosztálynak rontott neki, és szorította őket a Zagyvába. Bár ekkorra óriási késéssel Abonyból is megérkeztek az osztrák sereg katonái, rövid harc után vissza is vonultak.

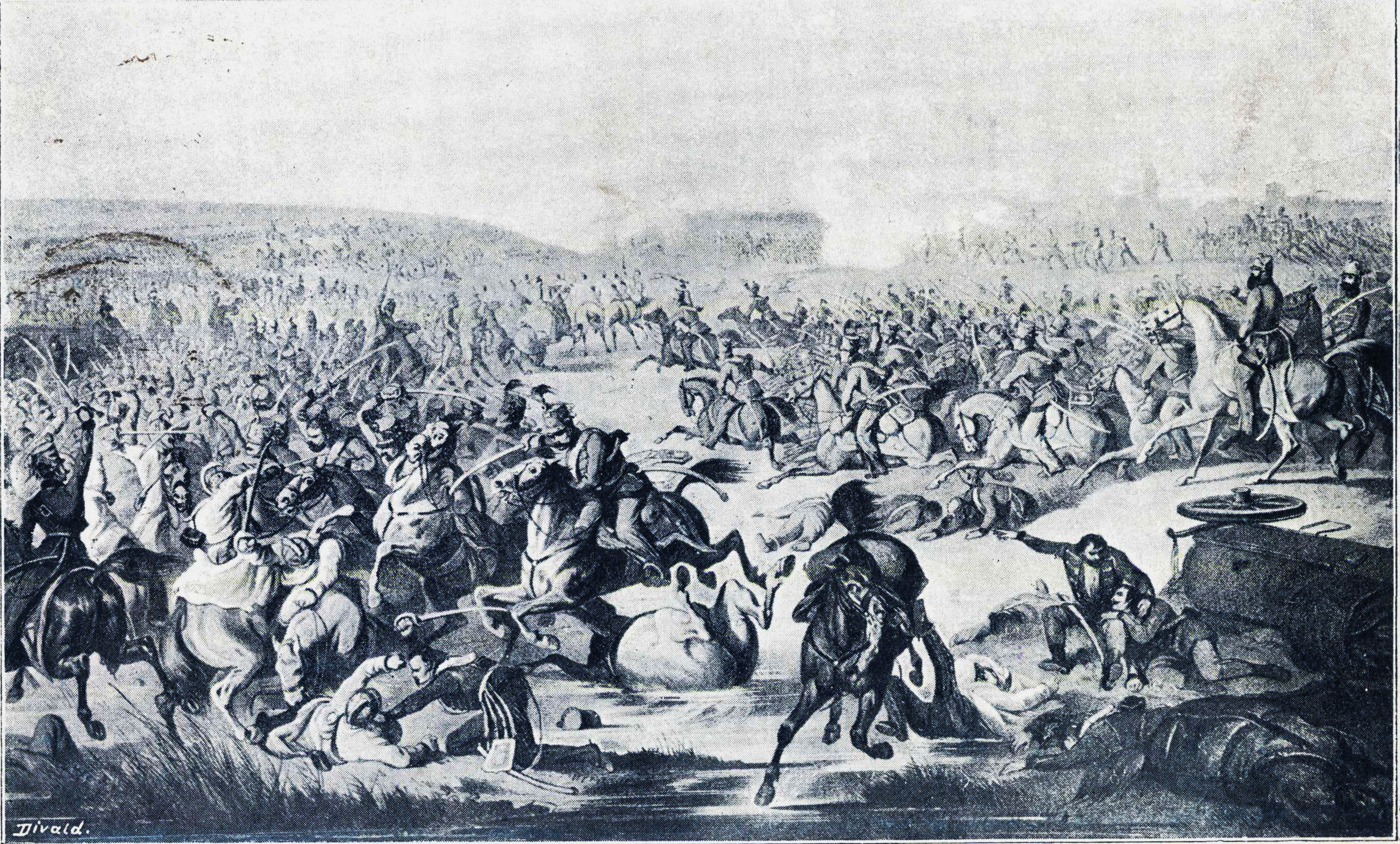
A magyar 3. Ferdinánd-huszárezred és a lengyel ulánusok támadása a második szolnoki csata végén. A kép jobb oldalán Damjanich János, mellette pedig Władysław August Poniński.

## Következmények
A szolnoki diadallal immáron a Tisza valamennyi átkelője a magyar csapatok kezére került. A győzelem lehetővé tette, hogy a magyar csapatok gyors átcsoportosításával ismét a honvédsereg vegye át a kezdeményezést.
A szolnoki csata stratégiai fontosságán, vagyis a híd megszerzésén túl még egy óriási fegyverténnyel bírt: a császáriak először láthatták nagy volumenű támadás kapcsán azt, hogy milyen precízen és összehangoltan tudnak támadni a honvédcsapatok. A diadal egyben a tavaszi hadjárat nyitányának is bizonyult.

## Visszaemlékezés
Ezredünk Kászonyi  ezredes vezérlete, s a 3-ik hadtest tábornoka, Damjanich parancsnoksága alatt állott.
A 2-ik (Hannover) huszárezreddel és gróf Woroniecki lengyel légióbeli dzsidás osztályával egyesülve, s a szolnoki vaspálya előtt állást foglalván, a császáriak tüzérségét erélyesen megtámadta, s minden ágyúját, lőkészletét, pénzét és társzekereit hatalmába keríté, s az ellenhad nehéz- és könnyűlovasságát tökéletesen szétverte.
Puchly alezredes a balszárnyon Abony felé saját osztályával 3 vasas osztályt rohant meg s vezéröket megsebesíté. Azonban kevésbe múlt, hogy hősi bátorságáért életével nem lakolt. Mert a német lovasság egészen körülkeríté személyét; de Szilvay kapitány segélyére sietett, vitézül kivágta, s megszabadítá őt embereivel. Ez alkalommal mind Puchly, mind Szilvay nehéz sebeket kaptak, de az ellenfélt szétverték, s diadalmasan tértek vissza huszárjaikkal.

Melczer főhadnagy szakaszával ágyúfödözeten állván; midőn észrevette, hogy mi a császári tüzérséget megrohanjuk, nem állhatta meg, hogy szakaszát szintén ne vezesse rohamba, s az ellenféltől elszánt bátorsággal két ágyút foglalt el. Minek következtében Puchly, Szilvay és Melczer bajtársainkat a 3-ik rendű honvéd érdemjellel tüntették ki.